# Ceramonema pisanum
Ceramonema pisanum är en rundmaskart som beskrevs av Gerlach 1953. Ceramonema pisanum ingår i släktet Ceramonema och familjen Ceramonematidae. Inga underarter finns listade i Catalogue of Life.